# Ford Corcel
Ford Corcel – samochód osobowy klasy kompaktowej produkowany pod amerykańską marką Ford w latach 1968 – 1986.

## Pierwsza generacja

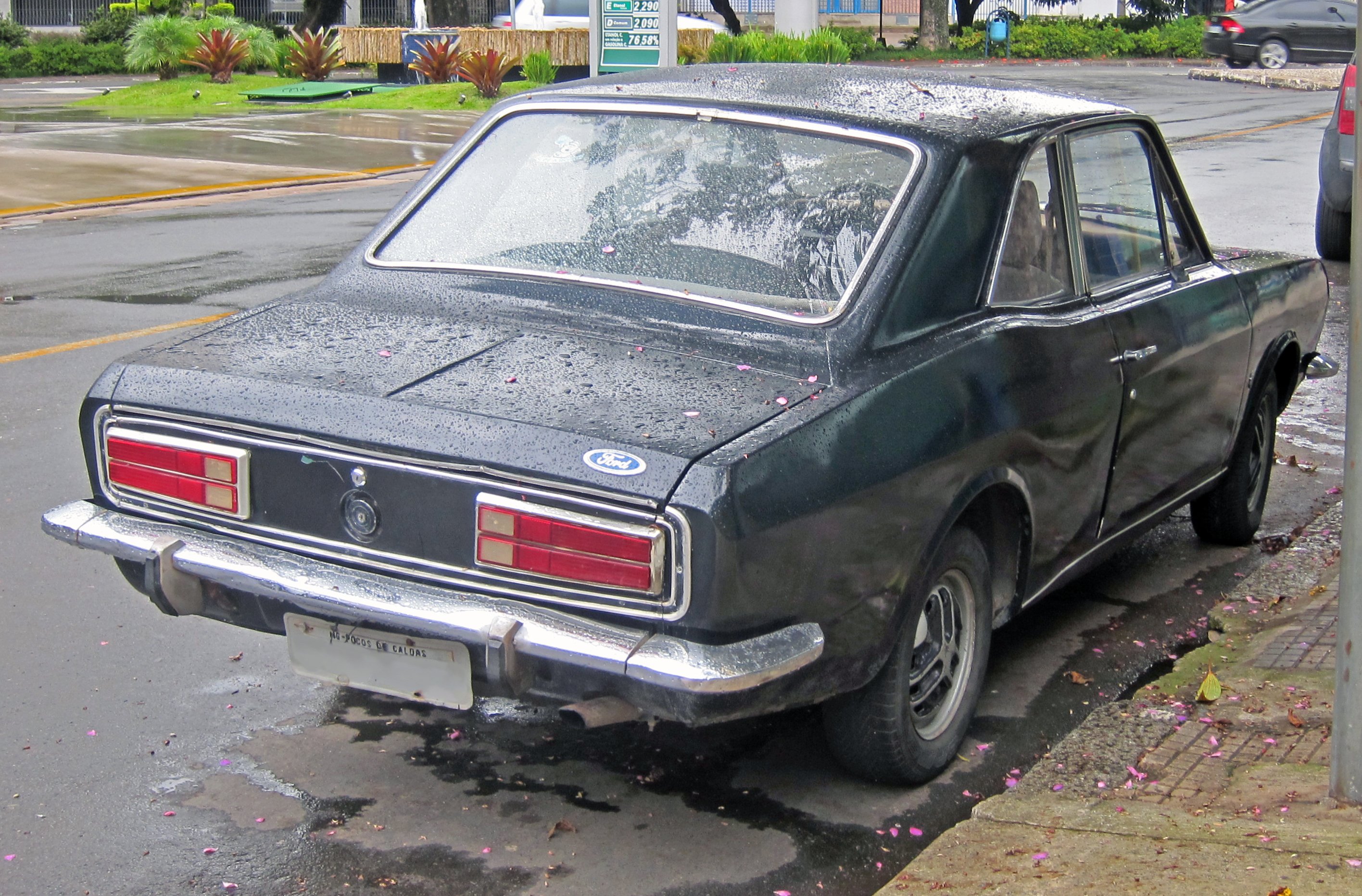
Ford Corcel I - tył

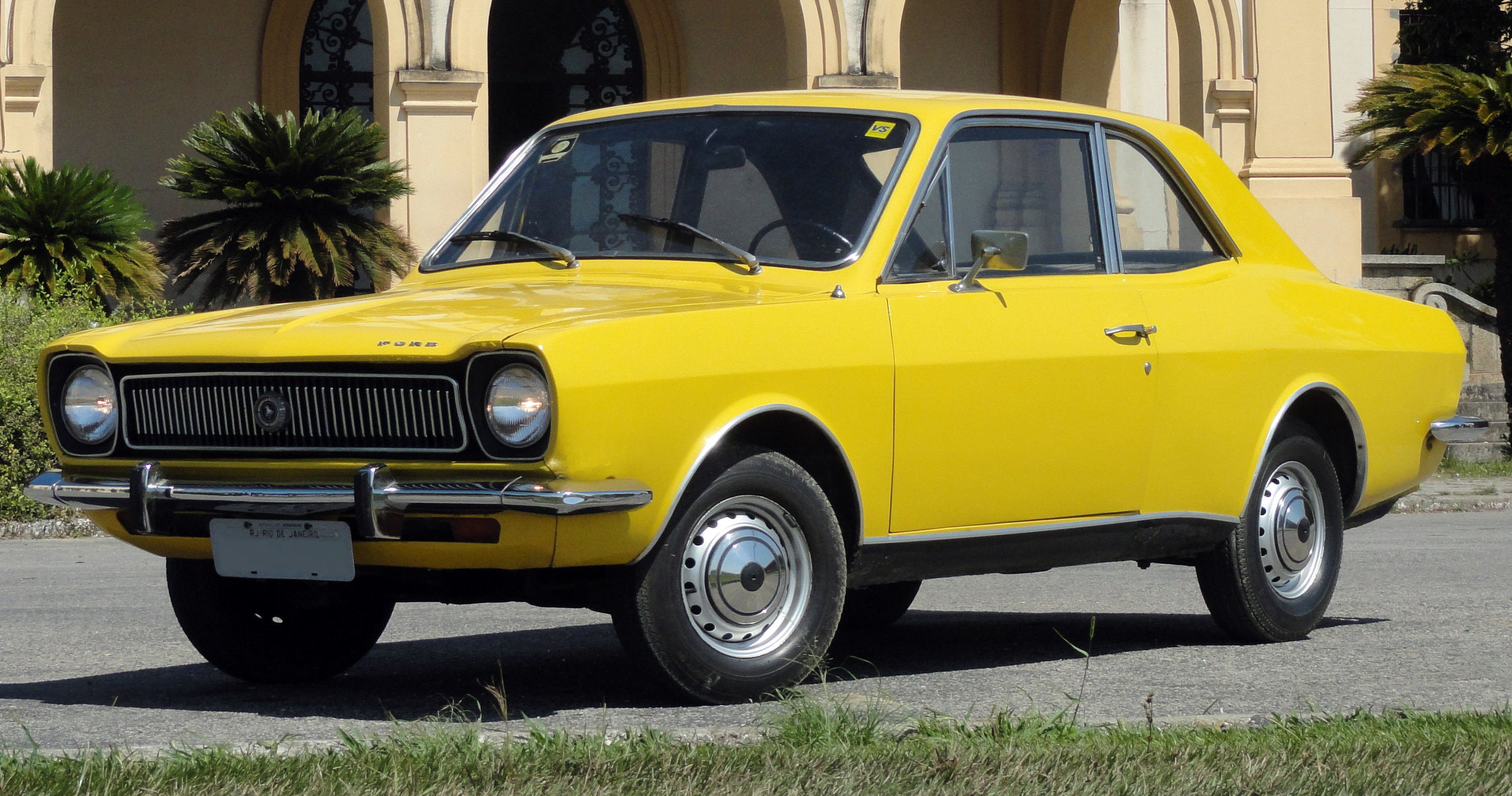
Ford Corcel I po liftingu

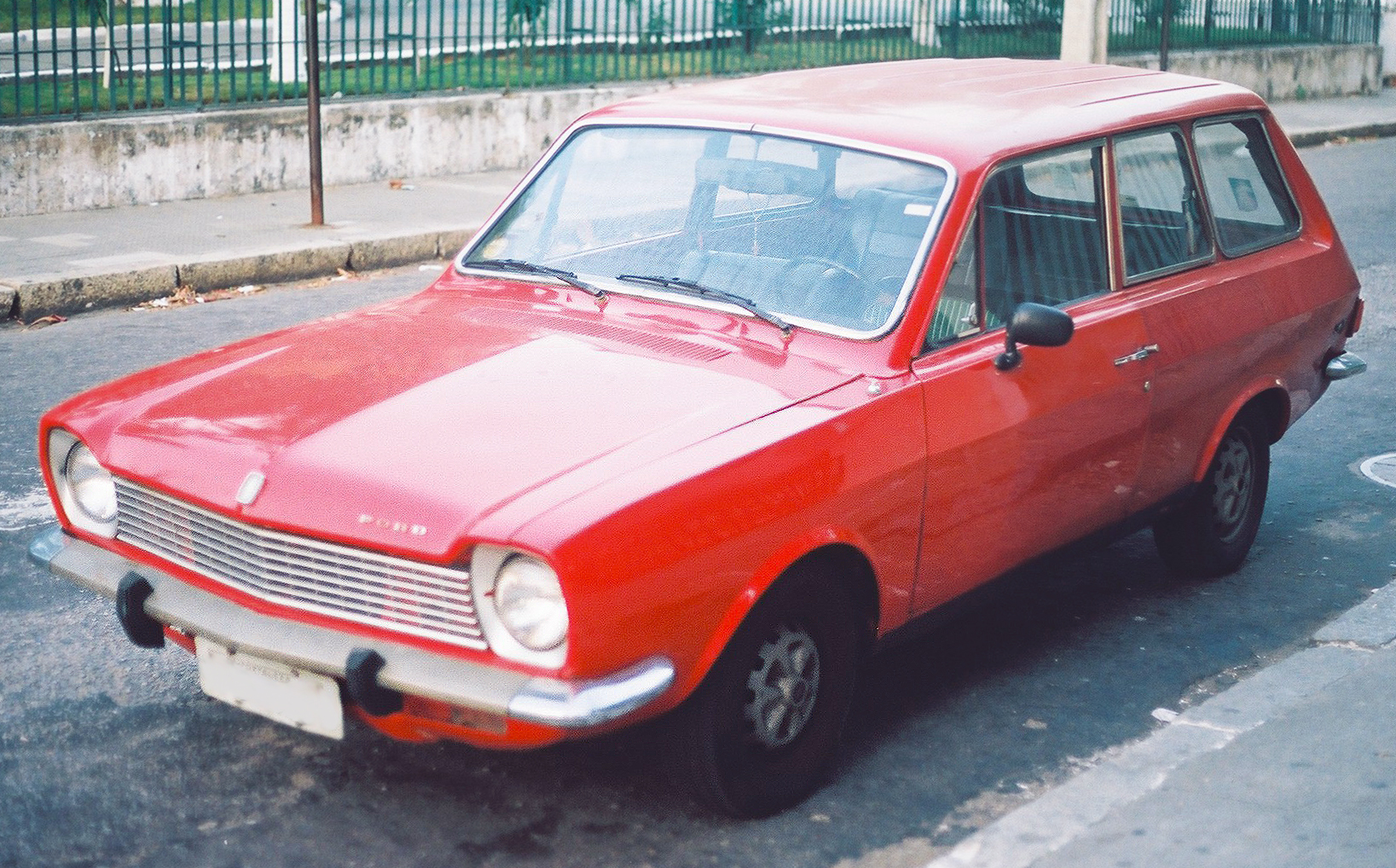
Ford Belina I

Ford Corcel I został zaprezentowany po raz pierwszy w 1968 roku.
W 1968 roku brazylijski oddział Forda zawarł współpracę z francuskim Renault, zapożyczając platformę lokalnie produkowanego kompaktowego modelu 12. W ten sposób powstał model Ford Corcel, który uzupełnił lokalną ofertę jako najmniejszy i najtańszy model. Pierwsza generacja modelu od bratniego modelu Renault zapożyczyła liczne rozwiązania techniczne, osprzęt mechaniczny, a także podstawową jednostkę napędową będącą silnikiem benzynowym o pojemności 1,3-litra.

### Belina
W marcu 1970 roku ofertę Forda w Brazylii uzupełniła 3-drzwiowa wersja kombi modelu Corcel, która otrzymała inną nazwę Ford Belina. Oferowana była ona tylko z jedną parą bocznych drzwi.

### Lifting
W 1973 roku Ford Corcel pierwszej generacji przeszedł obszerną modernizację. W jej ramach zmienił się wygląd pasa przedniego, z wyraźniej zaznaczonymi i wyżej ulokowanymi reflektorami, a także przemodelowano atrapę chłodnicy i tylne lampy.

### Silniki
- L4 1.3l Renault
- L4 1.4l OHV
- L4 1.4l OHV GT

## Druga generacja

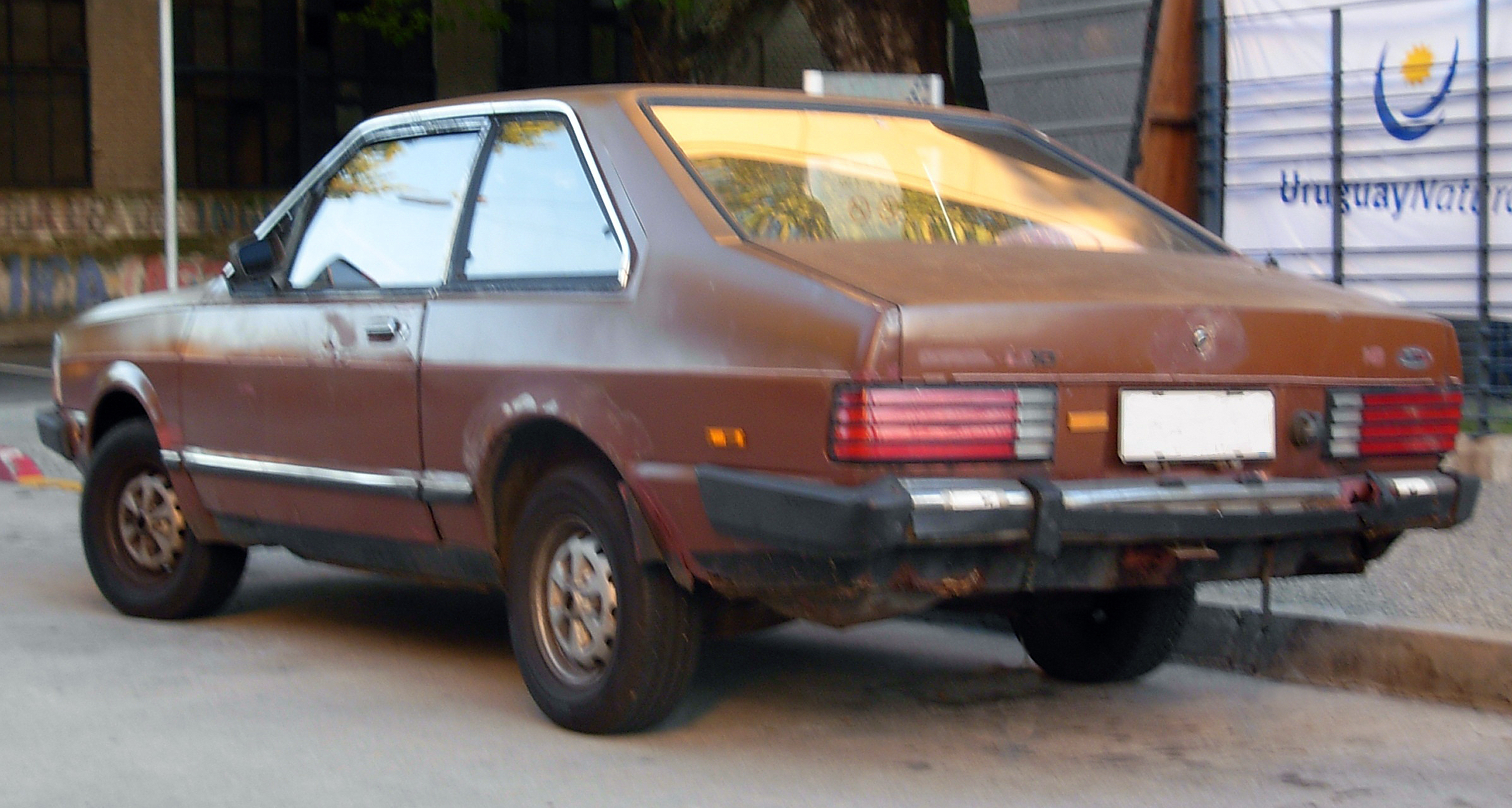
Ford Corcel II - tył

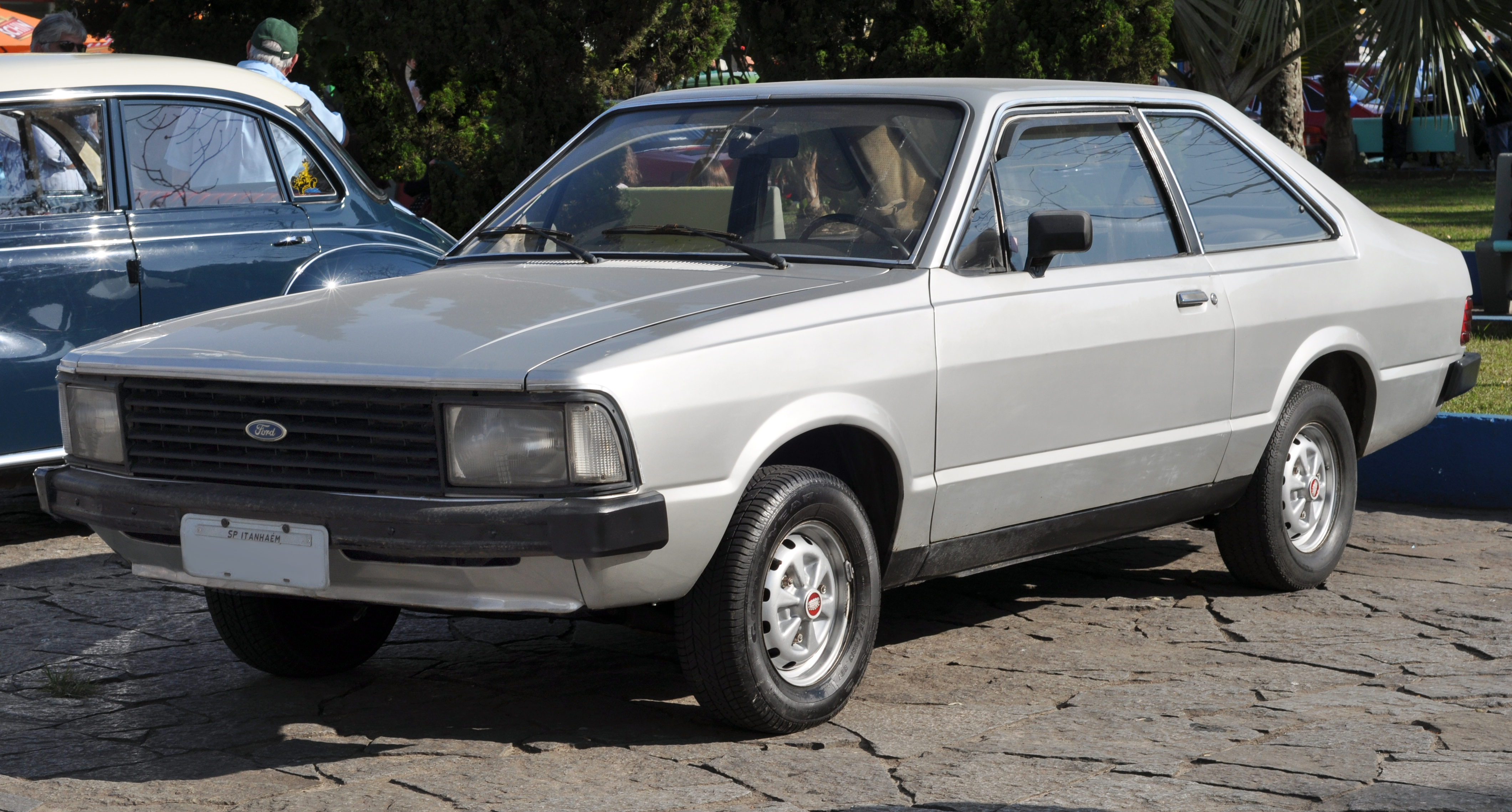
Ford Corcel II po liftingu

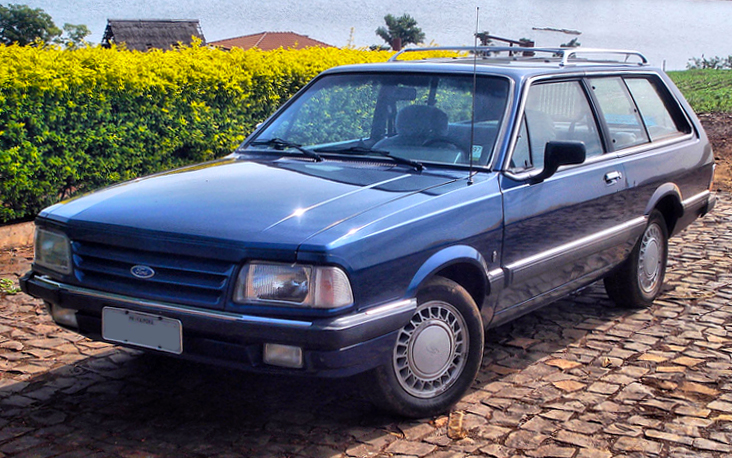
Ford Belina II

Ford Corcel II został zaprezentowany po raz pierwszy w 1977 roku.
Druga generacja Forda Corcela zyskała nowy projekt karoserii i kabiny pasażerskiej, będąc jednak pod kątem technicznym jedynie obszernie zmodernizowanym poprzednikiem. Co za tym idzie, samochód dalej był oparty na technice dawnego Renault 12, nie przejmując jednak od niego już podstawowej jednostki napędowej. Brazylijski oddział Forda zdecydował się zastosować nowe jednostki napędowe, w tym jedną zapożyczoną z Volkswagena.

### Belina
Podobnie jak w przypadku poprzednika, na bazie drugiej generacji Forda Corcela powstała także odmiana kombi o nazwie Ford Belina. Samochód oferowano tylko w 3-drzwiowym wariancie.

### Lifting
W 1984 roku Ford Corcel II przeszedł obszerną modernizację nadwozia, zyskując przestylizowany pas przedni. Pojawił się nowy wzór atrapy chłodnicy, a także odświeżony projekt reflektorów. Trwająca 9 lat produkcja drugiej generacji modelu zakończyła się w 1986 roku, kiedy to rolę kompaktowego modelu w brazylijskim portfolio Forda przejął lokalnie produkowany Ford Verona.

### Silniki
- L4 1.3l OHV
- L4 1.5l CHT
- L4 1.7l Volkswagen